# Campynemanthe
Genre
Classification phylogénétique
Campynemanthe est un genre de plantes à fleurs de la famille des Liliaceae, ou des Campynemataceae selon la classification phylogénétique. Le genre est endémique à la Nouvelle-Calédonie et comprend 3 espèces :
- Campynemanthe neocaledonica (Rendle) Goldblatt
- Campynemanthe parva Goldblatt
- Campynemanthe viridifolia Baillon